# Veronica's Nieuwslijn
Veronica's Nieuwslijn was een Nederlandse tv-actualiteitenrubriek van de Veronica Omroep Organisatie (VOO) die van 1985 tot 1993 op tv te zien was en tussen 1995 en 1996 een korte comeback beleefde. Er bestond zowel een radio als een televisie-editie van. 

## Geschiedenis
Het programma startte in 1985 toen de omroep de A-status verkreeg waarmee ze door de omroepwet (thans: Mediawet 2008) verplicht was om een bepaald deel van de zendtijd aan actualiteiten te besteden. In een zekere zin verving dit programma de actualiteitenrubriek Info
Bij de onderwerpen hielden de makers rekening met de jonge achterban van Veronica. De onderwerpen hadden namelijk vaak een wat smeuïger, sensationelere inslag dan die van de reguliere rubrieken. De eerste presentatoren waren de van de AVRO afkomstige Jaap van Meekren en Ruud Hendriks. Andere presentatoren waren Rolph Pagano, Joop Daalmeijer , Hans Emans, Elsemieke Havenga, Tom Egbers, Rick Nieman en Gert Berg.
Toen Veronica in september 1995 uit het bestel stapte en een commerciële omroep werd kwam Nieuwslijn terug op de buis als een dagelijks programma. Het werd toen gepresenteerd door Rick Nieman en Sacha de Boer. Naast actualiteit was er ook aandacht voor sport en showbizz. Het weer werd gepresenteerd door actrice Leontine Ruiters. Door de tegenvallende kijkcijfers verdween Nieuwslijn weer snel.

## Medewerkers
Bekende medewerkers van NIeuwslijn waren onder meer:
- Ton F. van Dijk
- Martin Fröberg
- Gert Berg
- Anna Nijsters
- Kiki Turpijn
- Reinout van Wagtendonk
- Joop Daalmeijer
- Hans Emans
- Ruud Hendriks
- Bart Soepnel
- Robert Leenheers
- Joost Oranje
- Ilona Hofstra

## Meer informatie
- http://www.beeldengeluidwiki.nl/index.php/Nieuwslijn